# Palimna palimnoides
Palimna palimnoides là một loài bọ cánh cứng trong họ Cerambycidae.